# شيلدون براون
شيلدون براون (بالإنجليزية: Sheldon Brown)‏ (و. 1979  م) هو لاعب كرة قدم أمريكية، من الولايات المتحدة، ولد في لانكستر، يلعب كظهير خلفي ‏.

## التعليم
تعلم في جامعة كارولاينا الجنوبية.

## روابط خارجية
- شيلدون براون على موقع مرجع كرة القدم المحترفة.كوم (الإنجليزية)